# Otto Wagner

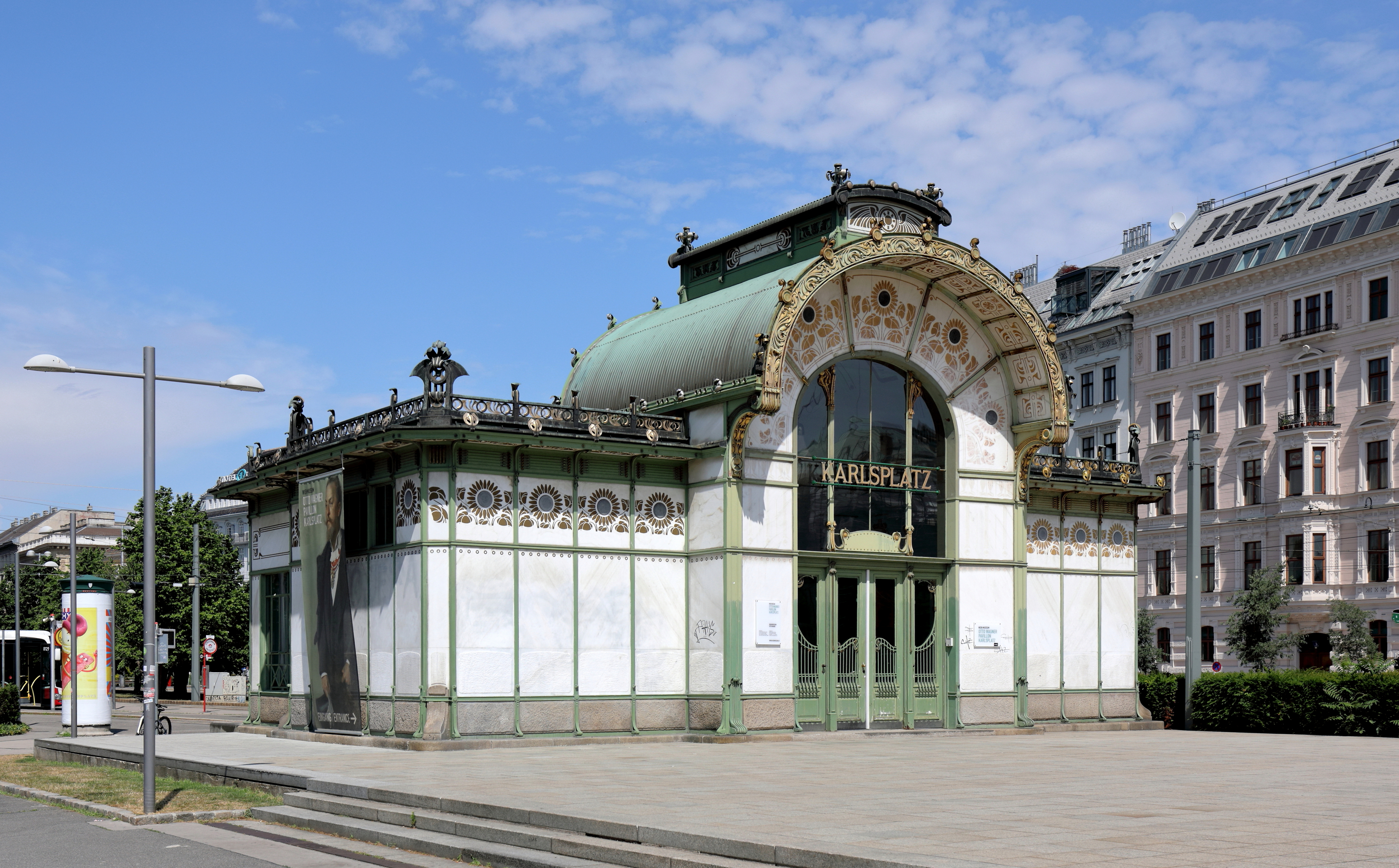
Estació de Viena

Otto Wagner (Penzing, 13 de juliol de 1841 - † Viena, 11 d'abril de 1918) va ser un arquitecte austríac.
En la seva primera època el seu estil es va caracteritzar per la robustesa i la sobrietat clàssica. Més tard va rebre l'encàrrec de l'ampliació de Viena, del qual solament en va realitzar una part.
Va ser mestre i amic d'Adolf Loos, Josef Hoffmann i de J. Olbrich. Va defensar als joves artistes de la Sezession, i es va acostar als seus postulats en obres com les estacions de metro de Viena.
A la construcció de la Caixa Postal d'Estalvis de Viena (Österreichische Postsparkasse) realitzada en dues fases (1904-1906 i 1910-1912) es mostra com un autèntic precursor del racionalisme arquitectònic. Aquest edifici va ser un dels últims edificis oficials construïts a la Ringstrasse i va significar un trencament substancial amb l'historicisme arquitectònic que predomina i caracteritza l'arquitectura d'aquesta gran avinguda vienesa.
Actualment s'hi troba un museu dedicat a l'obra dOtto Wagner.

## Obres

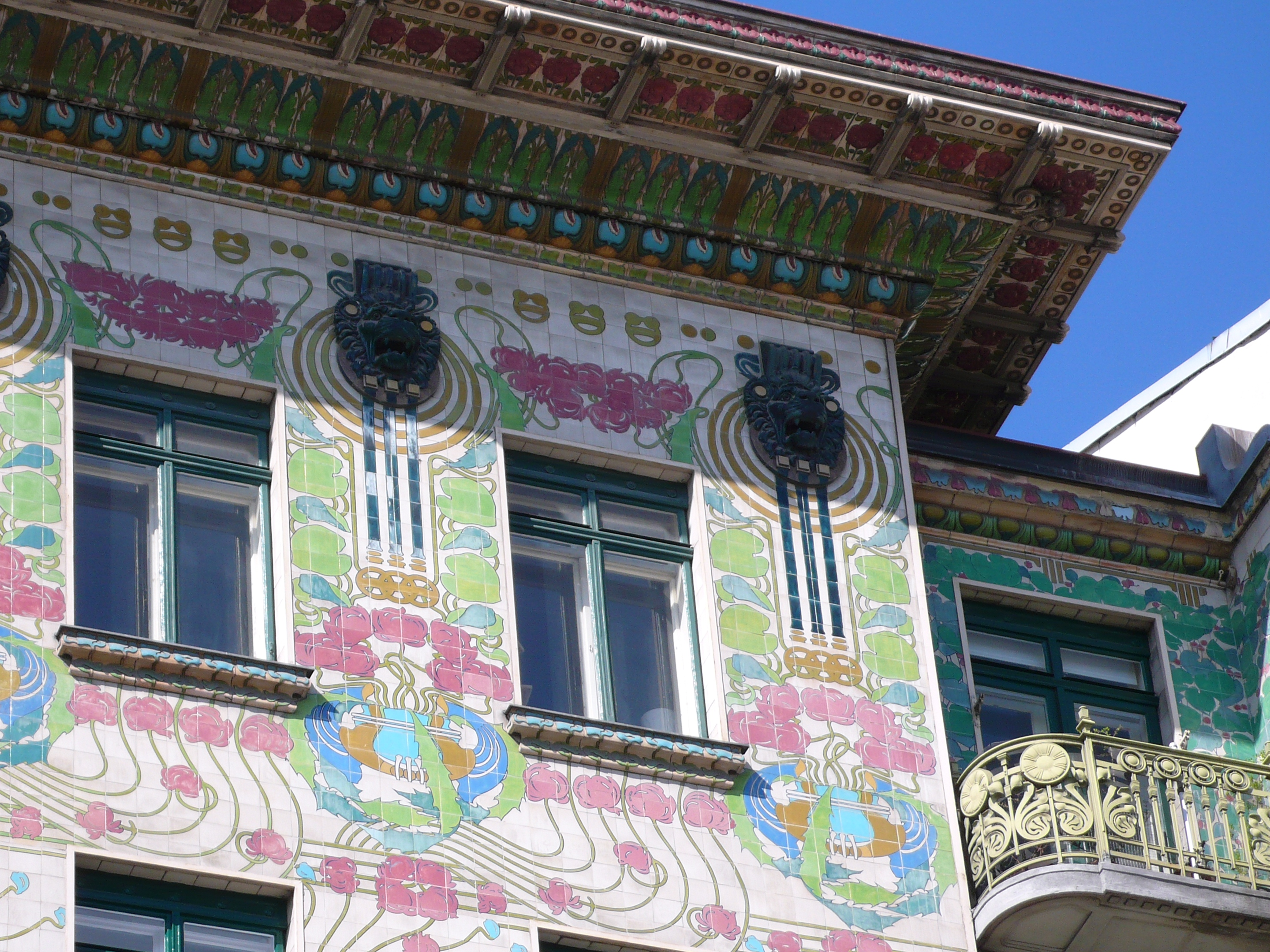
Detall de la Majolikahaus

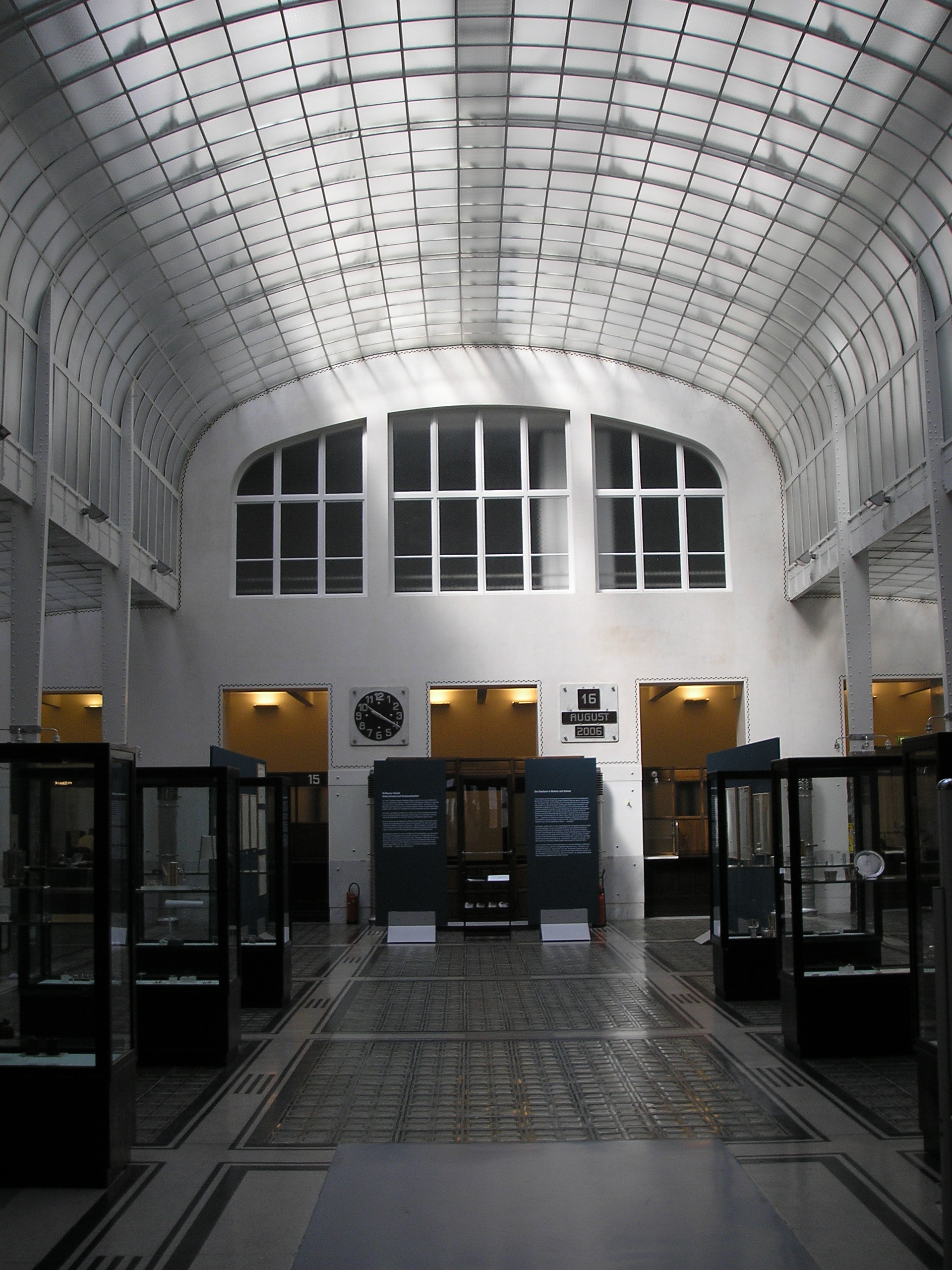
Vestíbul de la Postsparkasse

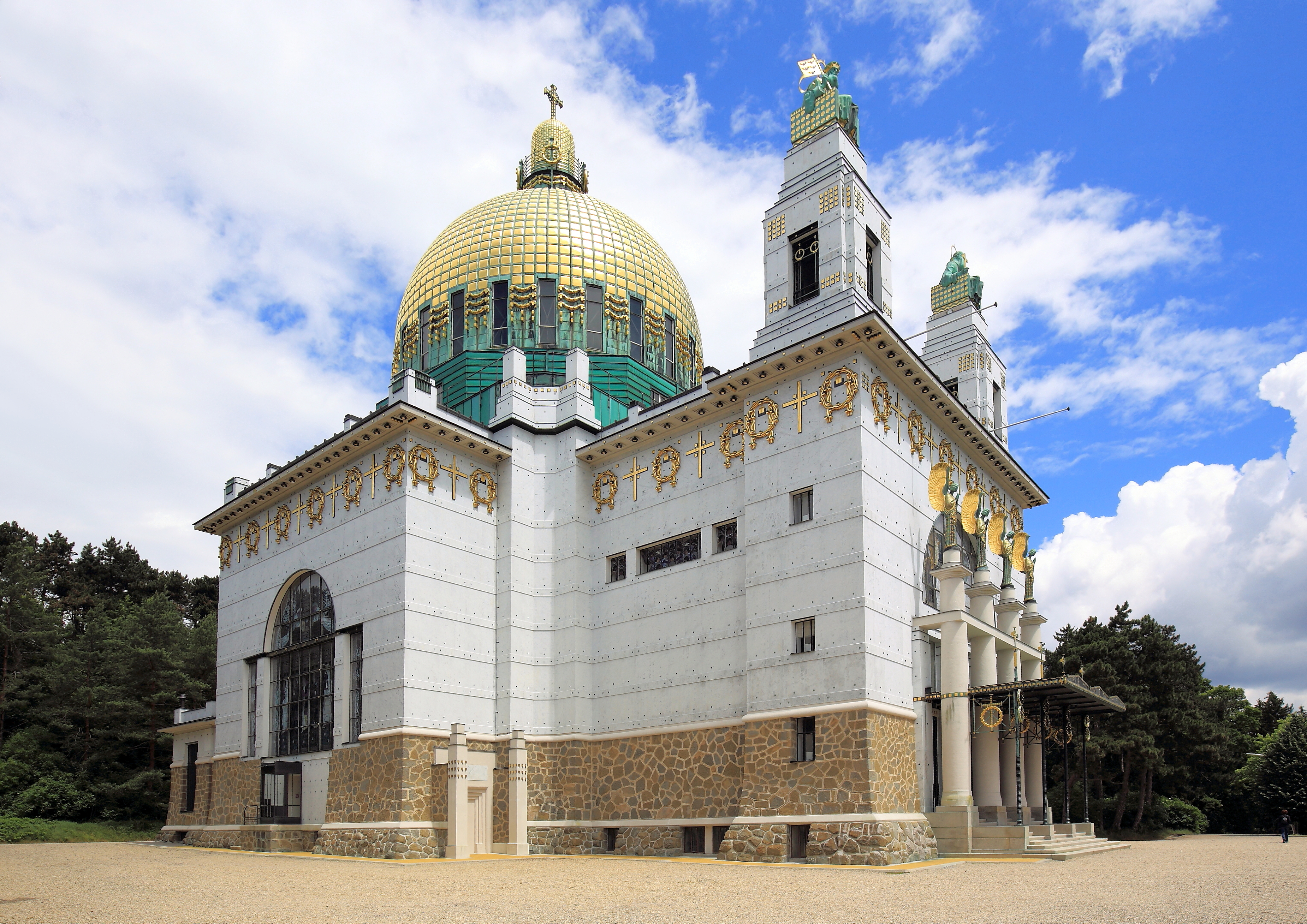
Església de Steinhof

- 1882 Edifici d'habitatges a la Stadiongasse, Viena.
- 1882- 1884 'Länderbank Austríac, Hohenstaufengasse, Viena.
- 1886 Mansió wagner I, Viena.
- 1887 Edifici d'habitatges a la Universitätsstrasse, Viena.
- 1894 Edifici Zum Anker', Viena.
- 1894-1900 Estacions del metro de Viena.
- 1894-1906 Obres al canal del Danubi: Presa de Nußdorf, Molls al canal del Danubi i 'Edifici de control de la Presa de Kaiserbad.
- 1897-1910 Projecte per a una Acadèmia de Belles Arts, Viena.
- 1898.1899 Edificis d'habitatges a Linke Wienzeile, de Viena, un d'ells l'anomenada Majolikahaus,
- 1900 Projecte per a una Galeria d'Art Modern, Viena.
- 1902 Oficina de telégrafs del periòdic Die Zeit', Destruïda. Viena.
- 1902-1904 Església a Steinhof, Viena.
- 1904-1906 i 1910-1912 Caixa Postal d'Estalvis, Viena.
- 1905 Projecte per a un palau de la Pau, La Haia.
- 1908 Clínica per a malalts de lupus, Viena.
- 1909-1911 Edificis d'habitatges a la Neustifgasse i Döblergasse, Viena.
- 1912 Projecte per a un Museu Municipal de l'Emperador Francesc Josep I, Viena.
- 1912 Mansió Wagner II, Viena.
- 1910-1911, 1913 Hotel Wien Projecte no realitzat, Viena.